# Кнопка жизни
Кно́пка Жи́зни — созданный в 2010 году российский проект, предлагающий первую в России систему медицинской сигнализации — экстренного вызова помощи для пожилых людей и детей.

## Собственники и руководство
Владельцами компании являются Фонд развития интернет-инициатив (ФРИИ), группа компаний АйТи, а также менеджмент компании.

## Деятельность
Кнопка Жизни — первая в России система мониторинга и экстренного вызова помощи. Реализованы услуги и линейка устройств для различных групп пользователей: дети дошкольного и школьного возраста, пожилые люди и люди с ограниченными возможностями.
«Кнопка Жизни» сотрудничает с объединённой компанией Связной+Евросеть, МТС, Билайн, Мегафон и другими компаниями.
После получения инвестиции от «Ринтеха», «Кнопка жизни» сумела выиграть как минимум четыре государственных тендера на поставку своих гаджетов и сопутствующих услуг в социальные учреждения на сумму более 31 млн рублей.
Три из этих конкурсов — в «Пансионате для ветеранов труда № 1» Департамента социальной защиты населения города Москвы, четвёртый из известных на тот момент выигранных «Кнопкой жизни» тендеров объявило Управление по труду и работе с населением администрации Нижнего Новгорода.

### Показатели деятельности
По данным на сентябрь 2018 года, пользователями системы являются около 300 тыс. человек.
Выручка компании по итогам 2017 года составила более 230 млн руб.

## Награды
Проект неоднократно становился победителем различных конкурсов.
В 2011 году компания удостоена награды «Стартап года — 2011» в номинации «Лучший социально значимый стартап» по версии Высшей школы экономики, стала одним из победителей конкурса «БИТ-2011» и получила II место в конкурсе проектов журнала Forbes.
В 2013 году журнал «Секрет фирмы» поставил «Кнопку жизни» на первое место в рейтинге самых перспективных венчурных проектов.
В 2018 году проект получил премию «Импульс добра».